# Kreis Steinfurt
Kreis Steinfurt er en landkreis, der ligger i det nordrhein-westfalske regierungsbezirk Münster. 

## Byer og kommuner
Kreisen havde 447614  indbyggere pr.  2018-12-31

| Byer 1. Emsdetten, (36012) 2. Greven, (37692) 3. Hörstel (20141) 4. Horstmar (6551) 5. Ibbenbüren, (51904) 6. Lengerich (22641) 7. Ochtrup (19636) 8. Rheine, (76107) 9. Steinfurt, administrationsby (34084) 10. Tecklenburg (9145) | Kommuner 1. Altenberge (10296) 2. Hopsten (7599) 3. Ladbergen (6705) 4. Laer (6799) 5. Lienen (8527) 6. Lotte (14135) 7. Metelen (6350) 8. Mettingen (11883) 9. Neuenkirchen (13905) 10. Nordwalde (9584) 11. Recke (11371) 12. Saerbeck (7139) 13. Westerkappeln (11182) 14. Wettringen (8226) |